# Східногімалайські субальпійські хвойні ліси
Східногімалайські субальпійські хвойні ліси (ідентифікатор WWF: IM0501) — індомалайський екорегіон хвойних лісів помірної зони, розташований в Східних Гімалаях, на території Північно-Східної Індії, Непалу та Бутану.

## Географія
Екорегіон східногімалайських субальпійських хвойних лісів охоплює смугу гірських хвойних лісів, що ростуть на стрімких південних схилах Гімалаїв, переважно на висоті від 3000 до 4000 м над рівнем моря. Він простягається приблизно на 1300 км із заходу на схід, від Калі-Ґандакі в Непалі через Сіккім та Бутан до долини річки Лохіт на сході Аруначал-Прадешу. На більш низьких висотах екорегіон переходить у східногімалайські широколистяні ліси, а на більших висотах — у східногімалайські альпійські чагарники та луки.

## Клімат
В межах екорегіону переважає високогірний субтропічний клімат. Середня температура влітку становить 20-25 °C, а взимку опускається ниже 0 °C. Середньорічна кількість опадів на заході екорегіону може досягати 3600 мм, а на сході — 4500 мм, більшість яких випадає з травня по вересень разом з мусонами, що надходять із Бенгальської затоки.

## Флора
Основу хвойних лісів екорегіону складають східногімалайські ялиці (Abies spectabilis), сіккімські модрини (Larix griffithii), гімалайські тсуґи (Tsuga dumosa), гімалайські яловці (Juniperus recurva) та чорні яловці (Juniperus indica). В підліску цих лісів росте гімалайська калина (Viburnum grandiflorum), вузьколиста жимолость (Lonicera angustifolia), гімалайська береза (Betula utilis), чорний яловець (Juniperus indica), гімалайський яловець (Juniperus recurva), клен (Acer spp.) та горобина (Sorbus spp.). Також в підліску рясно цвітуть різноманітні рододендрони, зокрема Rhododendron hodgsonii, R. barbatum, R. campylocarpum, R. campanulatum, R. fulgens та R. thomsonii. Вздовж Гімалайського хребта із заходу на схід спостерігається зміна видів рододендронів, що сприяє загальному видовому різноманіттю екорегіону. Так, види, поширені в центральному Непалі, можуть бути відсутніими в лісах східного Бутану.
На висоті від 2500 до 3000 м над рівнем моря у більш вологих районах переважає гімалайська тсуґа (Tsuga dumosa), яка також утворює змішані деревостани разом з ялицею. У більш сухих внутрішніх долинах ближче до Тибету зустрічається гімалайська сосна (Pinus wallichiana). Вона особливо поширена в регіоні Кхумбу на північному сході Непалу, де утворює окреме угруповання. На місцях нещодавніх пожеж зустрічаються чисті насадження гімалайської берези (Betula utilis), які з часом перетворюються у мішаний березово-ялицевий ліс. Важливим видом, що зустрічається у цьому типі лісів, є звичайний тис (Taxus baccata). 
Іншим лісовим угрупованням, яке зустрічається у цій субальпійській хвойній зоні, є ялівцевий ліс. Він поширений вздовж пласких внутрішніх річкових долин разом з вербою (Salix spp.) та сливою (Prunus spp.).

## Фауна
В межах екорегіону зустрічається 89 видів ссавців та понад 200 видів птахів. Східногімалайські субальпійські хвойні ліси є перехідною зоною між індомалайською та палеарктичною зоогеографічними зонами, тому тут зустрічаються представники обох областей. Бенгальські тигри (Panthera tigris tigris) в регіоні поступаються місцем сніговим барсам (Panthera uncia), а індійського замбара (Rusa unicolor) змінюють блакитні нахури (Pseudois nayaur). Серед рідкісних ссавців, поширених в екорегіоні, слід відзначити бутанського такіна (Budorcas taxicolor whitei), гімалайського серау (Capricornis sumatraensis thar), гімалайського тара (Hemitragus jemlahicus), гімалайського ведмедя (Ursus thibetanus laniger), гірського куона (Cuon alpinus) та пістряву політуху (Hylopetes alboniger). 
Характерними представниками екорегіону є червоні панди (Ailurus fulgens) та рудочереві кабарги (Moschus chrysogaster), які хоча і не є ендеміками регіону, однак віддають перевагу зрілим ялицевим лісам. Червоні панди зустрічаються в підліску ялицевих лісів, де ростуть гімалайські бамбуки (Himalayacalamus spp.). Серед майже ендемічних ссавців, поширених в екорегіоні, слід відзначити велетенську політуху Ходжсона (Petaurista magnificus), бутанську велетенську політуху (Petaurista nobilis) та білощокого макаку (Macaca leucogenys). Ендеміком екорегіону є гімалайський житник (Apodemus gurkha), поширений в лісах Непалу.
В підліску хвойних лісів регіону зустрічаються різноманітні фазани, зокрема ітагіни (Ithaginis cruentus), білогузі монали (Lophophorus sclateri), тибетські фазани-вухані (Crossoptilon harmani), сірогруді трагопани (Tragopan blythii) та трагопани-сатири (Tragopan satyra). Ці птахи, разом з деякими іншими видами, такими як рожевохвості трогони (Harpactes wardi), зустрічаються лише у зрілих лісах з великою кількістю старих дерев, отже, можуть вважатися індикаторами цілісності природного середовища та заслуговують на особливу увагу природоохоронців. Серед рідкісних хижих птахів, поширених в екорегіоні, слід відзначити ягнятника (Gypaetus barbatus) та кумая (Gyps himalayensis). Також в екорегіоні зустрічається багато майже ендемічних птахів, серед яких слід відзначити рудогруду куріпку (Arborophila mandellii), жовтогорлого кундика (Tetraophasis szechenyii), непальську сибію (Actinodura nipalensis), бутанську фульвету (Alcippe ludlowi), непальську тимелію-куцохвоста (Pnoepyga immaculata) та китайського папугу (Psittacula derbiana).
Екорегіон східногімалайських субальпійських хвойних лісів відіграє важливу роль у підтримці висотного зв'язку між різними типами природних середовищ, які загалом складають більшу гімалайську екосистему. Багато ссавців та птахів Східних Гімалаїв здійснюють сезонні висотні міграції і залежать від збереження різних екорегіонів, поширених на стрімких гірських схилах на різній висоті, їх безперервного сполучення та недоторканості різних природних середовищ. Якщо рослинний покрив будь-якого зі східногімалайських екорегіонів, від саван та луків Тераї-Дуару в передгір'ях через широколистяні та хвойні ліси до альпійських луків у високогір'ях, буде втрачено, або він буде значно деградований, процеси висотної міграції будуть порушені.

## Збереження
Оцінка 2017 року показала, що 10 132 км², або 37 % екорегіону, є заповідними територіями. Природоохоронні території включають: Аннапурський природний заповідник, Національний парк Лангтанг та Національний парк Макалу-Барун в Непалі, Національний парк Канченджанґа, Національний парк Намдапха та Національний парк Сінгаліла в Індії, а також Природний заповідник Сактенг, Національний парк імені Джігме Дорджі та Національний парк імені Джігме Сінг'є Вангчука в Бутані.